# Khalihenna Ould Errachid

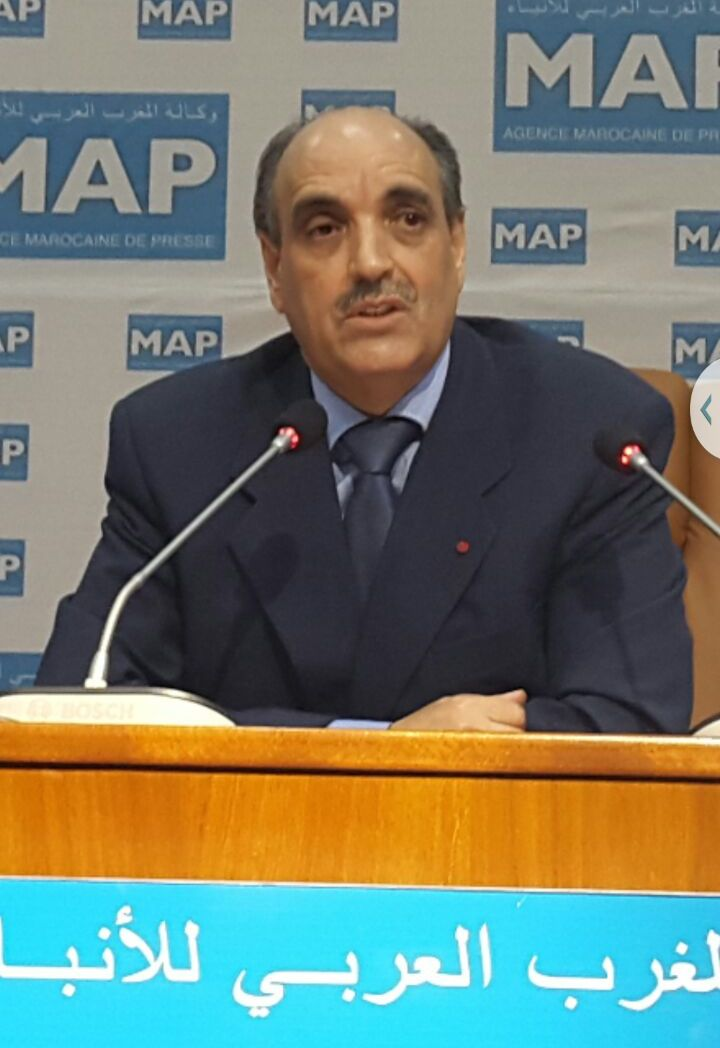
Khalihenna Ould Errachid

Khalihenna Ould Errachid (* 1951 in Laâyoune) ist ein marokkanischer Politiker und ausübender Präsident des Königlichen Konsultativrates für Saharaangelegenheiten, der durch König Mohammed VI. ernannt wurde.

## Leben
Mitglied einer einflussreichen Familie des Stammes Reguibat, absolvierte Khalihenna Ould Errachid sein Hochschulstudium in Madrid, bevor Marokko während des Westsaharakonflikts den Beschluss fasste,  mit dem Grünen Marsch im November 1975 die bisherige Kolonie Spanisch-Sahara zu annektieren.
Khalihenna Ould Errachid war einer der nahestehenden Mitarbeiter von König Hassan II. in der strategischen, politischen, diplomatischen und sicherheitlichen Vorbereitung dieses Marschs. Als Spanien sich vom sahraouischen Territorium 1975 zurückzog, leistete Khalihenna Ould Errachid dem marokkanischen König den Treueeid. Er wurde durch den Souverän damit beauftragt, die Ratifizierung des Madrider Abkommens bei den Vereinten Nationen zu verteidigen.
Unter Hassan II. wurde Khalihenna Ould Errachid zum Minister für Saharaangelegenheiten 1977 ernannt und war dies bis 1995 in der Regierung Lamrani III. 1977 wurde er als Abgeordneter der Stadt Laâyoune gewählt und Mitglied des Komitees und des Exekutivbüros der Nationalen Versammlung der Unabhängigen (RNI), die er in den Anfängen des Jahres 1981 verließ, um an der Schaffung der Nationalen Demokratischen Partei (PND) teilzunehmen. 
Khalihenna Ould Errachid übt daneben seit 1983 auch die Funktion des Präsidenten des Stadtverwaltungsrates von Laâyoune aus. Er leitete auch differente diplomatische königliche Missionen bei den Vereinten Nationen, bei der Organisation der blockfreien Staaten und bei der Organisation der afrikanischen Union. 2000 wurde er von König Mohammed VI. damit beauftragt, an den Verhandlungen unter der Ägide von James Baker in London und Berlin teilzuhaben. Am 25. März 2006 ernannte ihn der Souverän zum Präsidenten des Königlichen Konsultativrates für Saharaangelegenheiten (CORCAS).

## Administrative Funktionen
- Präsident des Königlichen Konsultativrates für Saharaangelegenheiten – in dieser Funktion seit dem 25. März 2006
- Bürgermeister der Stadt Laâyoune Marokko – 6. Juni 1983 bis 20. Juni 2009
- Abgeordneter  der Stadt Laâyoune Marokko – 5. Juni 1977 bis 30. September 2002
- Delegierter Minister beim Premierminister, beauftragt mit der Entwicklung der saharaouischen Provinzen – 30. September 1986 bis 11. August 1992
- Delegierter Minister beim Premierminister, beauftragt mit der Entwicklung der saharaouischen Provinzen – 11. April 1985 bis 30. September 1986
- Staatssekretär beim Premierminister, beauftragt mit den Saharaangelegenheiten – 30. November 1983 bis 11. April 1985
- Staatssekretär beim Premierminister, beauftragt mit den Saharaangelegenheiten – 5. November 1981 bis 30. November 1983
- Staatssekretär beim Premierminister, beauftragt mit den Saharaangelegenheiten – 27. März 1979 bis 5. Oktober 1981
- Staatssekretär beim Premierminister, beauftragt mit den Saharaangelegenheiten – 10. Oktober 1977 bis 27. März 1979
- Staatssekretär beim Premierminister, beauftragt mit den Saharaangelegenheiten – 10. März 1977 – 10. Oktober 1977
- Direkter Kollaborateur seiner Majestät des Königs Hassan II – 23. Mai 1975 bis 31. Dezember 1976
- Gründer der PUNS (Partei der Nationalen Sahraouischen Union) – 7. April 1974 bis 22. Mai 1975

## Familie
Sein Bruder Moulay Hamdi Ould Errachid ist Bürgermeister der Stadt Laâyoune in den Gemeindewahlen des Jahres 2009 geworden. 